# Me Espera
"Me Espera" é uma canção da cantora e compositora brasileira Sandy com participação do cantor brasileiro Tiago Iorc. A canção foi composta por Iorc, Sandy e Lucas Lima, sendo produzida por Lima. Ela se tornou o carro-chefe do segundo álbum ao vivo de Sandy, Meu Canto (2016). "Me Espera" foi lançada em 6 de maio de 2016 e é uma das cinco canções inéditas do projeto. A versão de estúdio foi incluída num EP homônimo ao álbum, que contém as faixas inéditas do projeto em versão de estúdio.
A letra da canção fala sobre relacionamentos e seus desencontros, fases difíceis e a vontade de "fazer dar certo". Sua sonoridade é uma mistura de elementos do pop e folk. "Me Espera" foi elogiada pela crítica, que considerou "harmonioso" o dueto de Sandy e Iorc. A canção foi promovida através de diversas performances televisionadas e experimentou sucesso comercial significativo.

## Composição

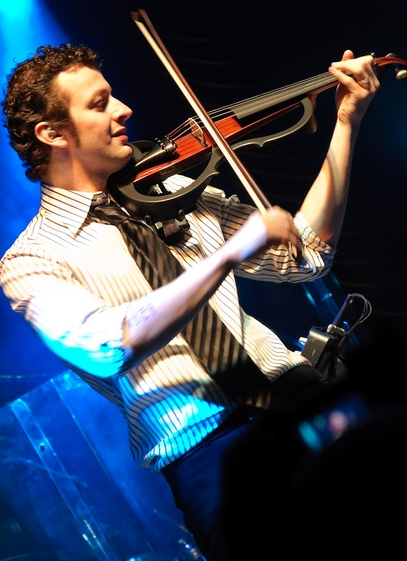
O músico Lucas Lima (imagem) colaborou com Sandy e Iorc na composição da canção.

Nas reuniões de concepção do registro ao vivo Meu Canto, em 2015, o nome de Iorc foi sugerido. Após conhecer o trabalho dele, Sandy decidiu convidá-lo para a gravação.
Sandy e seu marido, o músico Lucas Lima, começaram a compor "Me Espera" durante uma viagem às montanhas do sul de Minas Gerais.
"A gente foi viajar para as montanhas no sul de Minas para tentar trabalhar um pouquinho, para tentar compor… e foi! Ficamos dois dias lá e, numa tarde, num momento assim do dia, a gente desenvolveu a música em dez minutos, parou num certo ponto e falou: “vamos mandar isso aqui para o Tiago, porque acho que ele vai fazer uma contribuição linda”. A gente estava vendo que a música estava ficando legal. Eu e o Lucas gostamos muito das composições do Tiago e decidimos: ”é essa que tem que ser para cantar com ele”".
Com o convite, o trio compôs à distância, via e-mails e mensagens e, depois de dois encontros, a música enfim nasceu. Para Tiago, a canção "foi um encontro de almas. Um encontro assim que estava para acontecer em algum momento e foi muito bonito. A Sandy e o Lucas trouxeram o embrião de uma música (Me Espera) e a gente compôs junto e ficou linda. Nos tocou como está tocando as pessoas." Iorc também disse que Sandy "é uma das pessoas mais generosas que eu conheço desses encontros musicais que tive a felicidade de ter. Ela é muito especial." Musicalmente, "Me Espera" é uma fusão de folk e pop.
Sandy descreveu a canção da seguinte forma:
"Me Espera" fala sobre desencontros, sobre como um relacionamento pode ter fases difíceis, em que nem nos reconhecemos mais, em que nos perdemos um pouco um do outro. Mas também fala sobre a esperança, sobre a resiliência, a vontade de fazer dar certo, de saber esperar o furacão passar e estar ali para o outro.

## Lançamento e promoção

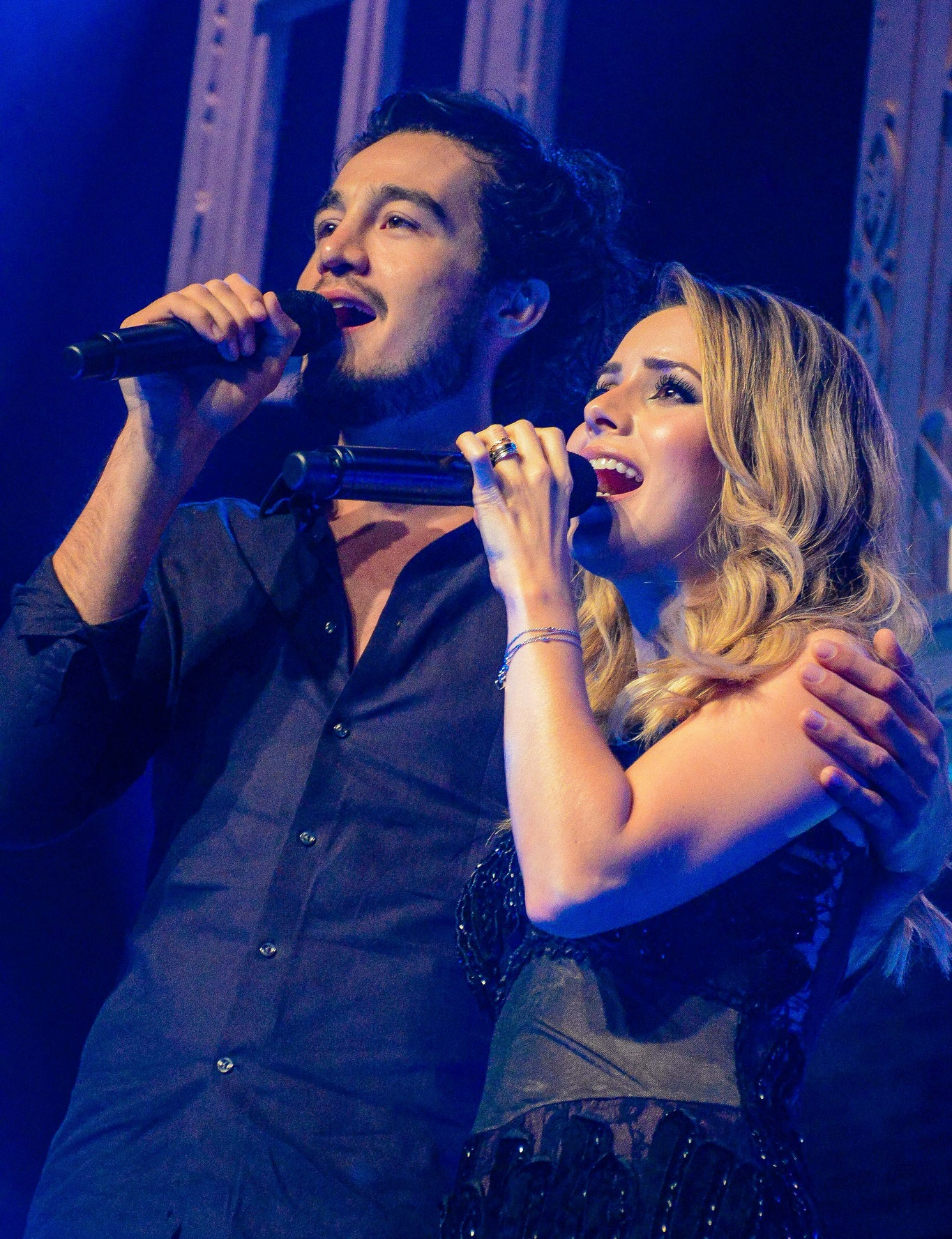
Sandy e Iorc interpretando a canção durante um show da turnê Meu Canto em 2016.

A canção foi bastante promovida com performances televisionadas, principalmente entre 2016 e 2017. Em algumas ocasiões, Sandy se apresentou sozinha e, em outras, teve Lucas Lima substituindo Iorc. Para promover o lançamento da canção, Sandy e Iorc a apresentaram no reality show musical Superstar, do qual Sandy era jurada, no dia 1 de maio de 2016. A canção foi lançada nas plataformas de streaming no dia 6 de maio. Os cantores também apresentaram "Me Espera" em outros programas da Rede Globo, como Encontro com Fátima Bernardes, Altas Horas e Caldeirão do Huck. Além disso, a música foi incluída na trilha sonora da telenovela Rock Story, da mesma emissora. Na Rede Record, a canção foi apresentada em programas como Xuxa Meneghel, Legendários e Dancing Brasil. Sem a presença de Tiago, Sandy realizou performances da música nos talk-shows The Noite e Programa do Porchat; nesses, o dueto com Iorc foi virtual, com um vídeo pré-gravado por ele e exibido através de um telão. Ela também fez uma apresentação solo da faixa no Domingão do Faustão em 2018. Com Lucas Lima substituindo Iorc, Sandy apresentou a canção em programas de televisão como Altas Horas e Tamanho Família.

## Videoclipe
O videoclipe da canção foi gravado no dia 13 de abril de 2016, em uma locação na cidade de São Paulo. Os bastidores da gravação foram divulgados pelo diretor Rafael Kent em sua página na rede social Facebook. O processo de gravação do clipe durou apenas um dia e sua edição foi feita em pouco tempo. Kent ainda disse que "[O clipe] é muito fotográfico, muito bonito. É [um trabalho] basicamente de fotografia."
Ele foi lançado no dia 1 de maio de 2016, logo após Sandy e Tiago realizarem uma performance da canção no programa Superstar, da Rede Globo. O videoclipe atingiu 100 milhões de visualizações no YouTube em maio de 2020.
O videoclipe de "Me Espera" conta através de metáforas e "imagens poéticas" a história de um casal que não consegue "se encontrar". O Correio Braziliense descreveu o videoclipe como "melodramático".

## Recepção da crítica
| Críticas profissionais | Críticas profissionais |
| Avaliações da crítica  | Avaliações da crítica  |
| Fonte                  | Avaliação              |
| ---------------------- | ---------------------- |
| Notas Musicais         | 4 de 5 estrelas.       |
| G1                     | Favorável              |

"Me Espera" foi bem recebida pela crítica e considerada uma das melhores canções lançadas em 2016 pelo portal G1, que a colocou na lista das "Dez músicas brasileiras que tocaram pela beleza", acrescentando ainda que "o público adorou e transformou a canção em um dos merecidos grandes hits de 2016, um dos poucos criados fora do universo sertanejo."
Mauro Ferreira, do Notas Musicais, deu 4 de 5 estrelas para a faixa e escreveu: "Me Espera é a canção mais bonita da discografia de Sandy e também sobressai no irregular repertório autoral de Iorc. O dueto com Iorc - convidado tanto da gravação ao vivo quanto do registro de estúdio - resulta harmonioso."

## Desempenho nas tabelas musicais
Após ser lançada, a canção atingiu o topo da loja virtual iTunes Brasil, tendo sucesso também nas rádios.
| Tabela musical (2016)                     | Melhor posição |
| ----------------------------------------- | -------------- |
| Brasil (Billboard Hot Regional São Paulo) | 1              |

## Prêmios e indicações
| Ano  | Prêmio                                | Categoria             | Resultado | Ref.          |
| ---- | ------------------------------------- | --------------------- | --------- | ------------- |
| 2016 | Capricho Awards                       | Melhor Clipe Nacional | Indicado  | [ 25 ]        |
| 2017 | Prêmio Multishow de Música Brasileira | Melhor Música         | Indicado  | [ 26 ]        |
| 2017 | Prêmio Extra de Televisão             | Tema de Novela        | Venceu    | [ 27 ] [ 28 ] |